# 昔班
昔班（转写：Shiban；?—1248 / 1266年）是成吉思汗的孫、朮赤的第五子、拔都的兄弟、蓝帐汗国第一位汗。

## 生平
他是朮赤第五個兒子，由於他太年輕，因此在他父親死時得不到任何土地。1229年，昔班参与拥立窝阔台为大汗。1235年，他跟随拔都西征。希瓦汗国學者阿布哈齊曾說，他在俄羅斯戰役中曾經向拔都多要五千人，以便打敗俄羅斯人。
1241年，他和拔都、旭烈兀、合丹、速不台分五路进攻匈牙利。他在1241年的匈牙利戰役中表現出色，攻入布达佩斯。伊兒汗國學者拉施德丁曾說，如蒙古人留在匈牙利，他會作為總督。
1242年，听说窝阔台去世，他与拔都一起撤军。後來他分到南烏拉爾山較低的地區至鄂毕河作為作為封土，又稱為藍帳汗國，封地是在斡儿答封地之北，即咸海之北，包括薩雷蘇河、楚河、錫爾河；隨著冬天，他在烏拉爾河南部扎營，夏天在伏爾加河與烏拉爾山活動。他還送了一萬五千戶給斡兒答。1251年，参与拥立蒙哥为大汗。
他統治的藍帳汗國大約在哈薩克的中、西部，其範圍西至車里雅賓斯克、東至塞米伊，位於金帐与白帐之间。有一說法指西伯利亞被解作「昔班的地方」，因為他的封地確實是在西伯利亞。
脫脫迷失時代，白帳汗國向西移，藍帳汗國隨昔班家族向南移以至漸漸接近河中農業區。在昔班尼時代入主河中，維持一百年直到1599年昔班家族絕後為止。而没有移居河中的昔班家族後人則和台不花別吉的後人交替管轄西伯利亚汗国，直至被俄罗斯沙皇国征服。

## 家庭
昔班生有12子
1. 八伊纳儿
2. 勒哈都儿
3. 哈答黑
4. 巴勒哈
5. 扯勒克
6. 蔑儿干
7. 忽尔都合
8. 爱牙赤
9. 塞勒罕
10. 伯颜察儿
11. 马札儿
12. 贡齐

### 著名后裔
- 勒哈都儿
  - 哲齐不花
    - 巴答忽儿
      - 库特鲁格·蒙哥·帖木儿
        - 比克·坎地·欧兰
          - 哈桑·汗
          - 阿里·欧兰
            - 哈只·穆罕默德
              - 马哈茂迭客
                - 马穆克
                - 伊巴克汗
                  - 穆尔塔咱汗
                    - 库楚汗
                      - 阿里·本·庫楚姆
                        - 阿尔斯兰·阿里
                          - 赛义德·布尔汉

        - 爱别汗
          - 合罕别

        - 米耳·不剌
          - 阿剌卜沙
            - 哈只·图里
              - 帖木儿·谢赫
                - 雅迪格尔
                - 阿米奈克
                  - 阿合台
                    - 哈吉·穆罕默德
                      - 阿拉卜·穆罕默德 
                        - 阿布勒哈兹·巴哈杜尔

          - 易卜拉欣·欧兰
            - 道拉特·谢赫
              - 阿布海儿
                - 谢赫布达克
                  - 穆罕默德·昔班尼
                  - 马哈茂德
                    - 奥贝杜拉

                - 阔察·穆罕默德
                  - 扎尼-伯克
                    - 皮儿·穆罕默德一世
                    - 伊斯坎德尔
                      - 阿卜杜拉汗二世
                        - 阿布尔穆米内

                    - 苏莱曼
                      - 皮儿·穆罕默德二世

                - 库赤昆吉（忽春赤）
                  - 阿布·赛义德
                  - 阿布都拉一世
                  - 阿布都拉·拉提夫

                - 速云赤
                  - 纳兀鲁兹·艾哈迈德

## 資料來源
- 《草原帝國》：昔班家族成員

| 蓝帐汗国成立 | 蓝帐汗国君主 约1240年—1266年 | 繼任： 勒哈都儿 |